# USS Diodon (SS-349)
USS Diodon (SS-349) – amerykański okręt podwodny typu Balao służący w United States Navy. Jego nazwa pochodziła od gatunku ryby z rodziny najeżkowatych.
„Diodon” został zwodowany 10 września 1945 w stoczni Electric Boat w Groton, matką chrzestną była D. Cullinane. Wszedł do służby 18 marca 1946 z komandorem podporucznikiem J. M. Hingsonem jako dowódcą.
Okręt dotarł do San Diego 5 lipca 1946 i przez następne 4 lata brał udział w ćwiczeniach wzdłuż zachodniego wybrzeża USA, na wodach Alaski i Hawajów, a także szkolił członków Rezerwy Marynarki. Przeszedł też rozbudowaną modernizację w ramach programu GUPPY II w stoczni Mare Island Naval Shipyard pomiędzy sierpniem 1947 a marcem 1948.
14 września 1950 „Diodon” popłynął na Daleki Wschód i podczas tego rejsu uratował sześciu lotników w pobliżu Guam. Ćwiczył z południowokoreańskimi fregatami metody zwalczania okrętów podwodnych w Sagami Wan w Japonii i od 30 października do 28 listopada odbył symulowany patrol bojowy. Przeszedł niewykryty przez cieśninę Tsugaru do Otaru na wyspie Hokkaido, następnie kontynuował swój patrol, pozostając niewykrytym w cieśninie La Pérouse’a (obserwując i fotografując statki). Wrócił na zachodnie wybrzeże USA na przegląd, który odbył się w okresie luty – maj 1951.
Wznawiając swoje operacje na Zachodnim Wybrzeżu, „Diodon” pomagał w szkoleniu kanadyjskiego lotnictwa morskiego i sił nawodnych w pobliżu Esquimalt w Kolumbii Brytyjskiej w okresie październik – grudzień 1952. Służył na Dalekim Wschodzie od marca do września 1952, ponownie uczestnicząc w patrolach rozpoznawczych w cieśninie La Pérouse’a od 24 maja do 22 czerwca. Podczas operacji szkoleniowych na zachodnim wybrzeżu USA w ciągu następnych dwóch lat „Diodon” ponownie operował z Kanadyjską Marynarką, a w marcu 1956 podczas ćwiczeń ratowniczych przejął na pokład uczestników ćwiczeń z 40 metrów pod powierzchnią wody poprzez zastosowanie dzwonu nurkowego służącego do ratowania załóg okrętów podwodnych.
Podczas tury na Dalekim Wschodzie w latach 1956–1957 „Diodon” odwiedził Brisbane w Australii, aby uczestniczyć w ceremonii upamiętniającej bitwę na Morzu Koralowym, która odbyła się w maju 1942. Okręt służył ponownie na Dalekim Wschodzie w latach 1958–1959 oraz 1960.
Okręt został skreślony z listy floty 15 stycznia 1971. 18 kwietnia 1972 został sprzedany na złom.